# Iso Polvijärvi
Iso Polvijärvi är en sjö i kommunen Libelits i landskapet Norra Karelen i Finland. Sjön ligger 101,2 meter över havet. Den är 46,63 meter djup. Arean är 1,09 kvadratkilometer och strandlinjen är 7,72 kilometer lång. Sjön  ingår i Vuoksens huvudavrinningsområde.   Den ligger omkring 11 kilometer nordväst om Joensuu och omkring 370 kilometer nordöst om Helsingfors. 
I sjön finns ön Lievosensaari. 